# Conway (Massachusetts)
Conway é uma vila localizada no condado de Franklin no estado estadounidense de Massachusetts. No Censo de 2010 tinha uma população de 1 897 habitantes e uma densidade populacional de 19,34 pessoas por km².

## Geografia
Conway encontra-se localizado nas coordenadas 42° 30′ 31″ N, 72° 42′ 26″ O. Segundo o Departamento do Censo dos Estados Unidos, Conway tem uma superfície total de 98,08 km², da qual 97,61 km² correspondem a terra firme e (0.48%) 0.47 km² é água.

## Demografia
Segundo o censo de 2010, tinha 1.897 pessoas residindo em Conway. A densidade populacional era de 19,34 hab./km². Dos 1 897 habitantes, Conway estava composto pelo 96.57% brancos, o 0.16% eram afroamericanos, o 0,37% eram amerindios, o 0,58% eram asiáticos, o 0.11% eram insulares do Pacífico, o 0,16% eram de outras raças e o 2,06% pertenciam a duas ou mais raças. Do total da população o 1,48% eram hispanos ou latinos de qualquer raça.